# FK Lida
FK Lida (biał. ФК «Ліда», ros. ФК «Лида», pol. Klub Piłkarski Lida) – białoruski klub piłkarski z siedzibą w mieście Lida, grający w drugiej lidze białoruskiej.

## Historia
Chronologia nazw:
- 1962: Czyrwony Sciah Lida (biał. «Чырвоны сцяг» (Ліда))
- 1963–1970: Wympieł Lida (biał. «Вымпел» (Ліда))
- 1971–1996: Abutnik Lida (biał. «Абутнік» (Ліда))
- 1997–...: FK Lida (biał. ФК «Ліда»)

Klub został założony w 1962 roku jako Czyrwony Sciah Lida. Już w następnym roku zmienił nazwę na Wympieł Lida. Od 1971 roku nazywał się Abutnik Lida (reprezentował Lidską Fabrykę Butów (biał. Лідская абутковая фабрыка)). W 1997 roku przyjął obecną nazwę FK Lida.

## Osiągnięcia
- Wyszejszaja liha: 8. miejsce (1994/1995)
- Puchar Białorusi: 1/4 finału (1999/2000, 2011/2012)
- Mistrz Białoruskiej SRR (4): 1983, 1985, 1986, 1989
- Zwycięzca Superpucharu Białoruskiej SRR (2): 1984, 1986
- Finalista Pucharu Białoruskiej SRR (2): 1972, 1982[2]

## Stadion
Klub z Lidy rozgrywa swoje mecze na dwóch stadionach, pierwszych z nich to Stadion „Junactwa” w Lidzie przy ul. Kirowa 32a w centralnej części miasta na tzw. Morgach, zbudowany w okresie II RP. Dane techniczne obiektu:
- pojemność: 2926 miejsc (wszystkie siedzące)
- oświetlenie: brak
- wymiary boiska: 105 m x 68 m

Drugim stadionem klubu jest Stadion „Start” w Lidzie przy ul. Kaczana 33 we wschodniej części miasta Zarzecze (za rzeką Lidziejką), który został oddany do użytku w 2013 roku. Dane techniczne obiektu:
- pojemność: 2960 (wszystkie siedzące, 1440 miejsc zadaszonych)
- oświetlenie: tak
- wymiary boiska: 105 m x 68 m

## Kibice
FK Lida posiada zorganizowaną grupę kibiców, która składa się z Białorusinów i Polaków. Kibice posiadają kilka flag z napisami w języku rosyjskim, a także flagę z nazwą klubu w języku polskim „Klub Piłkarski Lida”. Polscy kibice z Lidy mają dobre stosunki z kibicami Polonii Wilno.